# Liste der Kreisstraßen im Landkreis Gießen
Die Liste der Kreisstraßen im Landkreis Gießen ist eine Auflistung der Kreisstraßen im hessischen Landkreis Gießen.

## Abkürzungen
- K: Kreisstraße
- L: Landesstraße

## Liste
Die Kreisstraßen behalten in der Regel die ihnen zugewiesene Nummer bei einem Wechsel in einen anderen Landkreis. Nicht vorhandene bzw. nicht nachgewiesene Kreisstraßen werden in Kursivdruck gekennzeichnet, ebenso Straßen und Straßenabschnitte, die unabhängig vom Grund (Herabstufung zu einer Gemeindestraße oder Höherstufung) keine Kreisstraßen mehr sind. 
Der Straßenverlauf wird in der Regel von Nord nach Süd und von West nach Ost angegeben.
| Nr.   | Verlauf |
| ----- | --- |
| K 20  | L 3054 in Lützellinden – L 3129 in Großen-Linden |
| K 21  | L 3451 – Allendorf/Lahn – L 3054 in Lützellinden |
| K 22  | L 3126 in Gießen – |
| K 24  | L 3047 – Fellingshausen – K 353 – L 3286 in Rodheim-Bieber |
| K 25  | L 3093 in Wißmar – L 3475 in Gießen |
| K 28  | L 3093 in Launsbach – L 3020 in Gießen |
| K 29  | L 3475 in Lollar – L 3356 in Daubringen |
| K 31  | L 3128 in Wieseck – Trohe – K 143 |
| K 33  | L 3146 in Allendorf (Lumda) – K 168 – Climbach – L 3089 |
| K 34  | L 3089 in Nordeck – L 3146 in Allendorf (Lumda) |
| K 35  | K 36 in Winnerod – in Lindenstruth |
| K 36  | L 3129 – Winnerod – K 35 – L 3129 |
| K 37  | Bollnbach – Saasen – |
| K 38  | L 3357 in Beltershain – Göbelnrod – K 51 – |
| K 39  | L 3125 in Stangenrod – L 3072 in Lehnheim |
| K 40  | L 3125 – Kreisgrenze – (K 40 im Vogelsbergkreis) |
| K 41  | L 3127 – Lumda – L 3125 |
| K 42  | L 3045 – Heuchelheim Nord |
| K 51  | K 38 in Göbelnrod – in Grünberg |
| K 134 | L 3167 in Altenhain – Oberseener Hof – Kreisgrenze – (K 40 im Vogelsbergkreis)                                                                                    |
| K 136 | (K 136 im Vogelsbergkreis) – Kreisgrenze – L 3167 |
| K 140 | (K 140 im Vogelsbergkreis) – Kreisgrenze – L 3166 in Klein-Eichen                                                                                                 |
| K 141 | in Freienseen Süd – Parkplatz Laubacher Wald – |
| K 143 | L 3128 in Alten-Buseck – Trohe – K 31 |
| K 144 | L 3007 – K 145 – L 3137 in Lauter |
| K 145 | K 144 in Lauter – L 3481 in Wetterfeld |
| K 146 | L 3481 in Wetterfeld – K 145 – L 3137 in Ruppertsburg |
| K 147 | L 3007 in Nonnenroth – L 3137 in Villingen |
| K 148 | L 3481 in Nordeck – K 149 – L 3007 in Nonnenroth |
| K 149 | – Langsdorf (– Abzweig zur L 3481 in Nieder-Bessingen) – K 148 in Nonnenroth                                                                                      |
| K 150 | – Queckborn – K 159 – L 3007 |
| K 151 | – Harbach – K 152 – Ettingshausen – K 159 – L 3481 |
| K 152 | L 3355 in Hattenrod – K 151 in Harbach |
| K 153 | L 3129 in Burkhardsfelden – L 3355 in Hattenrod |
| K 154 | in Oppenrod – K 155 – L 3129 in Burkhardsfelden |
| K 155 | K 154 in Oppenrod – L 3129 in Albach |
| K 156 | L 3129 in Albach – |
| K 159 | K 150 in Queckborn – K 151 in Ettingshausen |
| K 160 | K 155 – L 3129 in Steinbach |
| K 162 | L 3133 – L 3132 in Grüningen |
| K 163 | L 3132 in Grüningen – L 3133 |
| K 165 | L 3131 – Kloster Arnsburg – K 166 in Muschenheim |
| K 166 | in Lich Süd – Birklar – K 165 – K 167 in Muschenheim |
| K 167 | L 3131 in Muschenheim – K 166 – L 3354 in Bettenhausen |
| K 168 | K 33 in Allendorf (Lumda) – L 3089 in Allertshausen |
| K 169 | L 3286 in Rodheim-Bieber – Krofdorf-Gleiberg – K 394 – L 3093 in Wißmar                                                                                           |
| K 170 | L 3089 in Obbornhofen – L 3131 |
| K 186 | /L 3131 – Trais-Horloff – L 3188 in Steinheim |
| K 187 | – Langd – Kreisgrenze – (K 223 im Wetteraukreis) – Kreisgrenze – Kreisgrenze am nördlichen Straßenrand – K 223 – K 188 in Rabertshausen                           |
| K 188 | /L 3188 in Rodheim – Rabertshausen – K 187 – Kreisgrenze – (K 188 im Wetteraukreis)                                                                               |
| K 189 | L 3137 in Ruppertsburg – Friedrichshütte – K 51 – L 3138 in Gonterskirchen                                                                                        |
| K 190 | – L 3138 in Gonterskirchen |
| K 191 | L 3138 in Gonterskirchen – Kreisgrenze – (K 191 im Vogelsbergkreis)                                                                                               |
| K 223 | K 187 – Kreisgrenze – (K 223 im Wetteraukreis) |
| K 353 | K 24 in Fellingshausen – L 3474 in Rodheim-Bieber |
| K 355 | (K 355 im Lahn-Dill-Kreis) – Kreisgrenze – ohne eine klassifizierte Straßenverbindung – Kreisgrenze – (K 355 im Lahn-Dill-Kreis)                                  |
| K 361 | (K 361 im Lahn-Dill-Kreis) – Kreisgrenze – Kreisgrenze kurzzeitig in der Straßenmitte – K 363                                                                     |
| K 362 | L 3129/L 3133 – Niederkleen – K 364 – K 363 in Oberkleen |
| K 363 | (K 363 im Lahn-Dill-Kreis) – Kreisgrenze – Kreisgrenze am nordwestlichen Straßenrand – K 361 – K 365 – Oberkleen – K 362 – Kreisgrenze – (K 363 im Wetteraukreis) |
| K 364 | K 362 – Kreisgrenze – (K 364 im Wetteraukreis) |
| K 365 | (K 365 im Lahn-Dill-Kreis) – Kreisgrenze – K 366 – Cleeberg – K 363 in Oberkleen                                                                                  |
| K 366 | (K 366 im Lahn-Dill-Kreis) – Kreisgrenze – K 365 |
| K 393 | L 3047 in Frankenbach – L 3061 in Krumbach |
| K 394 | L 3093 in Röderheide – Salzböden – K 169 in Krofdorf-Gleiberg |
| K 843 | L 3133 – L 3129 in Dornholzhausen |